# Magnus von Behm
Magnus von Behm foi comandante-em-chefe e governador de Kamchatka, a província localizada no extremo leste da Federação Russa, de 1773 a 1779. Pertencente a elite báltico-alemã da Livônia, ele nasceu no dia 27 de março de 1727, vindo a falecer em 9 de julho de 1806. Magnus von Behm casou-se com Eva von Borning com quem teve três filhas e um filho: Maria, Eva, Peter e Charlotte Christina.
Epônimo do Canal de Behm, localizado no Arquipélago de Alexandre, estado do Alasca, nos Estados Unidos, por decisão do capitão George Vancouver tomada em 1793.
Magnus von Behm foi quem levou a São Petersburgo, Rússia, e conseqüentemente a toda a Europa, a inesperada notícia do assassinato do famoso capitão inglês James Cook da Marinha Real Britânica pelo revoltoso povo autóctone do Havaí em 1779, a qual ele recebeu em Bolsherestsk, Kamchatka, do comandante provisório da expedição então em retorno à Grã-Bretanha, Charles Clarke.